# Max Brod
Max Brod (Praga, 27 maggio 1884 – Tel Aviv, 20 dicembre 1968) è stato uno scrittore boemo di lingua tedesca.
Ebreo nato nei territori dell'impero austro-ungarico, è famoso soprattutto per essere stato biografo dell'amico Franz Kafka.

## Biografia

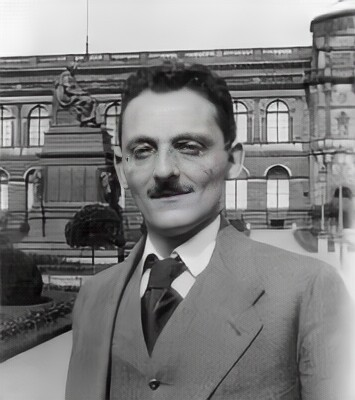
Fotografia di Max Brod trentenne

Studiò giurisprudenza all'Università Carolina in lingua tedesca, laureandosi nel 1907. A partire dal 1912 fu un sostenitore attivo della causa sionista, percepita già da tempo come momento di autonomia e autoconsapevolezza della minoranza ebraica.
Il suo primo impiego fu presso la direzione delle Poste, lavoro mal accetto e presto abbandonato. Nel 1918, all'indipendenza della Cecoslovacchia, fu per breve tempo vicepresidente dello Jüdischer Nationalrat. Dal 1924 scrisse come critico letterario ed artistico per il Prager Tagblatt, pubblicò numerosi saggi su Der Jude di Martin Buber, collaborò agli Herder-Blätter di Willy Haas.
Nel 1937 fu data alle stampe una sua celebre biografia dedicata a Kafka, figura che Brod tornerà a rievocare nella propria autobiografia (Una vita di lotta, 1960). Nel 1939 fuggì nella Palestina britannica (portando in salvo con sé le opere di Kafka), dove si stabilì e lavorò come consulente letterario per il Teatro Habimah di Tel Aviv (in seguito Teatro Nazionale di Israele).
Brod, designato da Kafka come suo unico erede, nel '39 portò con sé una valigia con un tesoro letterario fatto di migliaia di pagine manoscritte da lui e dall'amico autore de Il processo. Brod si spense nel '68 e, contro il volere dell'amico che aveva chiesto di distruggerle, lasciò l'intero archivio in eredità alla segretaria Esther Hoffe, la quale, alla morte a 101 anni di età nel 2007, lo affidò a sua volta alle premure della figlia Eve. Alcuni materiali si trovavano anche nei caveau di una banca israeliana di Zurigo.

Nel 2013, le carte inedite riapparvero in Germania, e, dopo una lunga parentesi giudiziaria, a maggio del 2019 furono restituite dalla polizia tedesca all'ambasciatore dello Stato ebraico in Germania, in previsione di un loro definitivo trasferimento alla Biblioteca Nazionale d'Israele.
Max Brod ha trovato la sua ultima dimora nel cimitero di Trumpeldor a Tel Aviv.

## L'opera personale
I suoi romanzi sono ambientati nella Praga ebraica. Si interessò dei problemi dell'assimilazione degli Ebrei e del recupero della loro cultura originaria.
- Schloß Nornepygge, 1908
- Weiberwirtschaft, 1913 (Lavori di donna)
- Über die Schönheit häßlicher Bilder, 1913
- Die Höhe des Gefühls, 1913
- Anschauung und Begriff, 1913 (insieme a Felix Weltsch)
- Tycho Brahes Weg zu Gott, 1916 (L'ultima esperienza di Tycho Brahe), Tycho Brahe e il suo cammino a Dio, Sperling & Kupfer, 1933; La Praga esoterica di Rodolfo II, Iduna, 2022
- Heidentum, Christentum und Judentum, 1922 (Paganesimo, Cristianesimo ed Ebraismo)
- Reubeni, Fürst der Juden, 1925 (Ruben, Principe degli Ebrei)
- Zauberreich der Liebe, 1930
- Biografie von Heinrich Heine
- Die Frau, die nicht enttäuscht, 1934
- Novellen aus Böhmen, 1936
- Rassentheorie und Judentum, 1936
- Franz Kafka, eine Biographie, 1937, Franz Kafka: una biografia, Mondadori, 1956
- Franz Kafkas Glauben und Lehre, 1948
- Verzweiflung und Erlösung im Werke Franz Kafkas, 1959
- Streitbares Leben (1960), Vita battagliera: autobiografia, Il Saggiatore, 1967
- Beispiel einer Deutsch-Jüdischen Symbiose, 1961
- Beinahe ein Vorzugsschüler
- Die Frau, nach der man sich sehnt
- Annerl
- Rebellische Herzen
- Die verkaufte Braut
- Der Meister, Il Maestro, SEI, 1970
- Der Prager Kreis, Il circolo di Praga, e/o, 1983

## Il lavoro di curatore
(Franz Kafka, Lettera a Max Brod, 1919-1921)
Il nome e la notorietà di Brod sono strettamente legati alla sua amicizia con Kafka, di cui fu promotore già dai primi tempi. Alla morte di Kafka, in qualità di esecutore testamentario avrebbe dovuto distruggere le sue numerose opere incompiute: egli, tuttavia, ne curò la pubblicazione dopo la morte e fu il suo biografo principale. Con lui ebbe origine la teoria di Kafka come scrittore "religioso".
È stato scritto che il libro di Max Brod su Kafka, definito pressoché agiografico, se da una parte alimenta e consolida la leggenda kafkiana, dall'altra ne dissolve l'umana concretezza, sottoposta com'è ad un'analisi guidata dal più facile freudismo, che imprigiona «l'autentica umanità dello scrittore in un labirinto di interpretazioni soggettive che alla fin fine ne ostacola l'intendimento».